# Chenghai (Shantou)

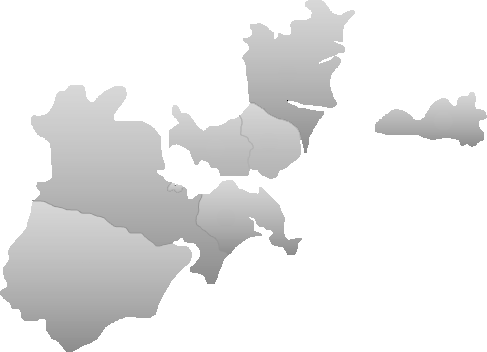
Lage des Stadtbezirks Chenghai im Gebiet der bezirksfreien Stadt Shantou

Chenghai (chinesisch 澄海区, Pinyin Chénghǎi Qū) ist ein chinesischer Stadtbezirk der bezirksfreien Stadt Shantou (Swatow) in der Provinz Guangdong. Der Stadtbezirk hat eine Fläche von 429,4 km² und zählt 874.444 Einwohner (Stand: Zensus 2020).

## Administrative Gliederung
Auf Gemeindeebene setzt sich der Stadtbezirk aus drei Straßenvierteln und acht Großgemeinden zusammen. 